# Raoul Gunsbourg

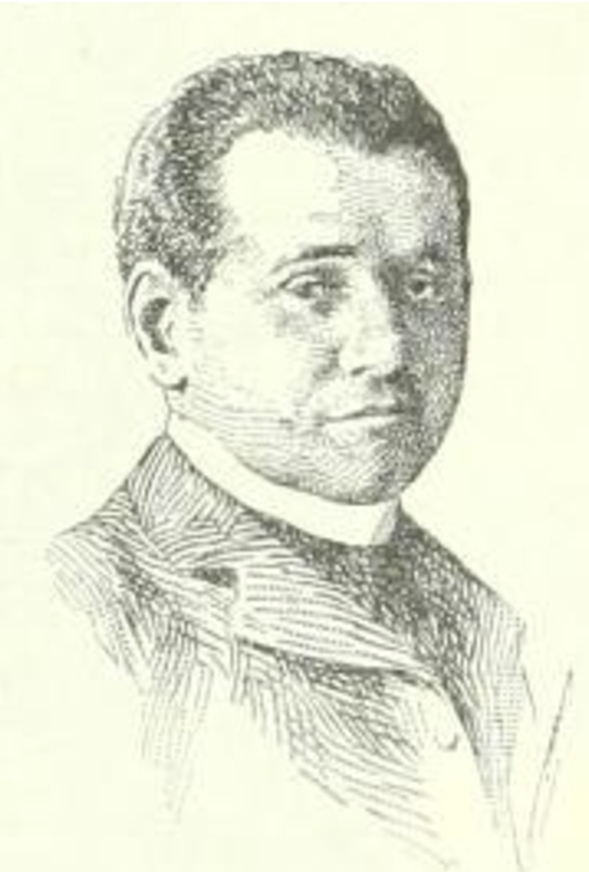
Raoul Gunsbourg (1911)

Raoul Samuel Gunsbourg (* 6. Januar 1860 in Bukarest; † 31. Mai 1955 in Monte Carlo) war ein rumänischer Operndirektor, Schriftsteller und Komponist.

## Leben
Raoul Gunsbourg erwarb seine musikalische Bildung und seine umfassenden Literatur- und Sprachkenntnisse als Autodidakt. 1875 absolvierte er die Medizinschule in Bukarest. 1877/78 diente er als Sanitäter bei der russischen Armee im Russisch-Türkischen Krieg.
1881 gründete Gunsbourg eine französische Opernbühne in Moskau. Ab 1883 tätigte er für Zar Alexander III. (1881–1894) Kurierdienste nach Frankreich. 1888/89 ist Gunsbourg Direktor des Grand Théâtre von Lille, 1889–1891 Direktor der Oper in Nizza und 1892–1951 Direktor der Opéra de Monaco.

## Bühnenwerke
- Le Vieil Aigle, 1 Akt (Uraufführung 13. Februar 1909 in Monte Carlo)
- Ivan le Terrible, 3 Akte (20. Oktober 1910 in Brüssel, Théâtre de la Monnaie)
- Venise, 3 Akte (8. März 1913 in Monte Carlo)
- Maître Manole, 3 Akte (17. März 1918 in Monte Carlo)
- Satan, 9 Bilder (20. März 1920 in Monte Carlo)
- Lysistrata, 3 Akte (20. Februar 1923 in Monte Carlo)
- Les Dames galantes de Brantome, 5 Szenen (zusammen mit Maurice Thiriet und Henri Tomasi) (12. Februar 1946 in Monte Carlo)